# Anisodes auricosta
Anisodes auricosta là một loài bướm đêm trong họ Geometridae.